# Horror Epics
Horror Epics es el cuarto álbum de estudio de la banda escocesa de hardcore punk The Exploited.
De vuelta en Escocia, la banda entra en pausa por un breve período en 1984, para en 1985 sacar al mercado el LP Horror Epics, que si bien sigue siendo punk, está notablemente más producido, con varios arreglos en la batería, e incluso coros femeninos en un tema. 

## Gira
Debido al debilitamiento de la escena punk británica y al fin de muchas bandas que habían captado la atención del público, este vuelve su interés hacia las bandas que por un u otro motivo seguían en activo aglutinado en conciertos relativamente masivos, promediando las quinientas personas por presentación (GBH, The Adicts, o los mismos The Exploited), además vuelven a Norteamérica en una nueva gira que sería desastrosa, con conciertos suspendidos antes de un cuarto de tiempo de lo presupuestado, batallas campales entre bandas rivales o bien con grupos fascistas. La gira es cancelada luego de una pelea en medio de un show entre Karl Morris y Wattie. Como resultado Karl Morris y Wayne Tyas dejan la banda, diciendo que los hermanos Buchan les habían robado. Fueron reemplazados por Mad Mick y John "Deptford" Armitage. No obstante, esta gira dejaría material para un LP en vivo titulado Live At The White House, que sería lanzado el año 1986. John Armitage sería reemplazado por el retornado Wayne Tyas para luego ocupar su lugar James "Tony" Antony Thomson Lochiel, quien permanecería en la banda entre 1986 y 1987. Karl Morris es reemplazado por Mad Mick, quien a su vez sería reemplazado por Nigel "Nig" Swanson, presente en Exploited desde 1985 hasta 1989.

## Lista de temas
Todos los temas escritos por Wattie Buchan y Wayne Tyas, excepto los temas 2, 4 y 6, únicamente por Wattie.
1. "Horror Epics"[3] – 5:04
2. "Don't Forget The Chaos"[4] – 3:05
3. "Law And Order" – 2:52
4. "I Hate You" – 1:38
5. "No More Idols" – 4:55
6. "Maggie" – 2:35
7. "Dangerous Visions" – 3:35
8. "Down Below" – 4:18
9. "Treat You Like Shit" – 3:38
10. "Forty Odd Years Ago" – 2:56
11. "My Life" – 5:39[5]

### Pistas adicionales
1. "Race Against Time" - 4:21
2. "Propaganda" - 2:26

## Personal
- Wattie Buchan - Vocalista
- Karl Morris - Guitarra
- Wayne Tyas - Bajo
- Willie Buchan - Batería